# سفارة فرنسا في المملكة المتحدة
سفارة فرنسا في المملكة المتحدة هي أرفع تمثيل دبلوماسي لدولة فرنسا لدى المملكة المتحدة. تقع السفارة في لندن وهي تهدف لتعزيز المصالح الفرنسية في المملكة المتحدة.

## وصلات خارجية
- الموقع الرسمي
- قائمة سفارات فرنسا
- قائمة السفارات في المملكة المتحدة